# Список сезонов женской НБА
Женская национальная баскетбольная ассоциация (ЖНБА) была основана в 1997 году. В настоящее время в лиге играет 12 команд, каждая из которых играет по 34 матча в регулярном чемпионате. По окончании регулярного сезона по четыре лучших клуба из каждой конференции выходят в плей-офф. Победители конференций выходят в финал ВНБА, чтобы определить чемпиона в серии до трёх побед одной из команд. Однако с 2016 года регламент турнира изменился, теперь в плей-офф выходят восемь сильнейших команд первенства независимо от конференции.
За всю историю лиги каждая команда в регулярном сезоне проводила разное количество матчей (от 28 до 34) в зависимости от количества участвующих в турнире команд, которое постоянно менялось (от 8 до 16). По окончании регулярного чемпионата по 2, 3 или 4 лучшие команды из каждой конференции выходили в плей-офф. Победители конференций выходили в финал ВНБА, чтобы определить чемпиона. Победитель Восточной конференции 7 раз становился чемпионом ВНБА, а Западной — 18. 15 раз команда, которая имела лучшую статистику побед и поражений в регулярном чемпионате, становилась чемпионом ВНБА, в шести случаях такие клубы проигрывали в финале ВНБА, в двух случаях они проигрывали в финале конференций (2006, 2015), а ещё в двух — проигрывали в полуфинале конференций (2000, 2004).
Самым титулованным клубом женской НБА является прекративший своё существование «Хьюстон Кометс» (четыре титула), который был расформирован в 2008 году, причём завоевал он их в самые короткие сроки, всего за четыре года (1997—2000). В 2017 году это достижение повторила команда «Миннесота Линкс», однако их она выиграла уже за семь лет  (2011—2017). В 2020 году тот же результат показала и команда «Сиэтл Шторм», но их она выиграла аж за семнадцать лет (2004—2020). По три раза победителями этого турнира становились «Детройт Шок», «Финикс Меркури» и «Лос-Анджелес Спаркс». Главным же неудачником ассоциации является клуб «Нью-Йорк Либерти», который шесть раз играл в финале женской НБА, выиграв в одном из них, «Коннектикут Сан» уступили в четырёх финальных сериях, а «Атланта Дрим» проиграли в трёх из них.

## Список
| Год[a]           | Лучшая команда           | Статистика       | Год[b]   | Чемпион Востока   | Чемпион Запада           | Год[c] | Чемпион             | Число клубов[d] | Число игр[e] | Комментарии[f]                              | Ссылки        |
| Регулярный сезон | Регулярный сезон         | Регулярный сезон | Плей-офф | Плей-офф          | Плей-офф                 | Финал  | Финал               | Число клубов[d] | Число игр[e] | Комментарии[f]                              | Ссылки        |
| ---------------- | ------------------------ | ---------------- | -------- | ----------------- | ------------------------ | ------ | ------------------- | --------------- | ------------ | ------------------------------------------- | ------------- |
| 1997             | Хьюстон Кометс           | 18–10 (64,3)     | 1997     | —[g]              | —[g]                     | 1997   | Хьюстон Кометс      | 8               | 28           | Стартовал первый сезон с восемью командами. | [ 1 ] [ 2 ]   |
| 1998             | Хьюстон Кометс           | 27–3 (90,0)      | 1998     | —[g]              | —[g]                     | 1998   | Хьюстон Кометс      | 10              | 30           | Присоединились две новые команды.           | [ 3 ] [ 4 ]   |
| 1999             | Хьюстон Кометс           | 26–6 (81,3)      | 1999     | Нью-Йорк Либерти  | Хьюстон Кометс           | 1999   | Хьюстон Кометс      | 12              | 32           | Присоединились две новые команды.           | [ 5 ] [ 6 ]   |
| 2000             | Лос-Анджелес Спаркс      | 28-4 (87,5)      | 2000     | Нью-Йорк Либерти  | Хьюстон Кометс           | 2000   | Хьюстон Кометс      | 16              | 32           | Присоединились четыре новые команды.        | [ 7 ] [ 8 ]   |
| 2001             | Лос-Анджелес Спаркс      | 28-4 (87,5)      | 2001     | Шарлотт Стинг     | Лос-Анджелес Спаркс      | 2001   | Лос-Анджелес Спаркс | 16              | 32           | Те же участники турнира.                    | [ 9 ] [ 10 ]  |
| 2002             | Лос-Анджелес Спаркс      | 25-7 (78,1)      | 2002     | Нью-Йорк Либерти  | Лос-Анджелес Спаркс      | 2002   | Лос-Анджелес Спаркс | 16              | 32           | Те же участники турнира.                    | [ 11 ] [ 12 ] |
| 2003             | Детройт Шок              | 25-9 (73,5)      | 2003     | Детройт Шок       | Лос-Анджелес Спаркс      | 2003   | Детройт Шок         | 14              | 34           | Две команды были расформированы.            | [ 13 ] [ 14 ] |
| 2004             | Лос-Анджелес Спаркс      | 25-9 (73,5)      | 2004     | Коннектикут Сан   | Сиэтл Шторм              | 2004   | Сиэтл Шторм         | 13              | 34           | Одна команда была ликвидирована.            | [ 15 ] [ 16 ] |
| 2005             | Коннектикут Сан          | 26-8 (76,5)      | 2005     | Коннектикут Сан   | Сакраменто Монархс       | 2005   | Сакраменто Монархс  | 13              | 34           | Те же участники турнира.                    | [ 17 ] [ 18 ] |
| 2006             | Коннектикут Сан          | 26-8 (76,5)      | 2006     | Детройт Шок       | Сакраменто Монархс       | 2006   | Детройт Шок         | 14              | 34           | Присоединилась одна новая команда.          | [ 19 ] [ 20 ] |
| 2007             | Детройт Шок              | 24-10 (70,6)     | 2007     | Детройт Шок       | Финикс Меркури           | 2007   | Финикс Меркури      | 13              | 34           | Одна команда была расформирована.           | [ 21 ] [ 22 ] |
| 2008             | Сан-Антонио Силвер Старз | 24-10 (70,6)     | 2008     | Детройт Шок       | Сан-Антонио Силвер Старз | 2008   | Детройт Шок         | 14              | 34           | Присоединилась одна новая команда.          | [ 23 ] [ 24 ] |
| 2009             | Финикс Меркури           | 23-11 (67,6)     | 2009     | Индиана Фивер     | Финикс Меркури           | 2009   | Финикс Меркури      | 13              | 34           | Одна команда была расформирована.           | [ 25 ] [ 26 ] |
| 2010             | Сиэтл Шторм              | 28-6 (82,4)      | 2010     | Атланта Дрим      | Сиэтл Шторм              | 2010   | Сиэтл Шторм         | 12              | 34           | Одна команда была расформирована.           | [ 27 ] [ 28 ] |
| 2011             | Миннесота Линкс          | 27-7 (79,4)      | 2011     | Атланта Дрим      | Миннесота Линкс          | 2011   | Миннесота Линкс     | 12              | 34           | Те же участники турнира.                    | [ 29 ] [ 30 ] |
| 2012             | Миннесота Линкс          | 27-7 (79,4)      | 2012     | Индиана Фивер     | Миннесота Линкс          | 2012   | Индиана Фивер       | 12              | 34           | Те же участники турнира.                    | [ 31 ] [ 32 ] |
| 2013             | Миннесота Линкс          | 26-8 (76,5)      | 2013     | Атланта Дрим      | Миннесота Линкс          | 2013   | Миннесота Линкс     | 12              | 34           | Те же участники турнира.                    | [ 33 ] [ 34 ] |
| 2014             | Финикс Меркури           | 29–5 (85,3)      | 2014     | Чикаго Скай       | Финикс Меркури           | 2014   | Финикс Меркури      | 12              | 34           | Те же участники турнира.                    | [ 35 ] [ 36 ] |
| 2015             | Нью-Йорк Либерти         | 23–11 (67,6)     | 2015     | Индиана Фивер     | Миннесота Линкс          | 2015   | Миннесота Линкс     | 12              | 34           | Те же участники турнира.                    | [ 37 ] [ 38 ] |
| 2016             | Миннесота Линкс          | 28–6 (82,4)      | 2016     | —[h]              | —[h]                     | 2016   | Лос-Анджелес Спаркс | 12              | 34           | Те же участники турнира.                    | [ 39 ] [ 40 ] |
| 2017             | Миннесота Линкс          | 27–7 (79,4)      | 2017     | —[h]              | —[h]                     | 2017   | Миннесота Линкс     | 12              | 34           | Те же участники турнира.                    | [ 41 ] [ 42 ] |
| 2018             | Сиэтл Шторм              | 26–8 (76,5)      | 2018     | Вашингтон Мистикс | Сиэтл Шторм              | 2018   | Сиэтл Шторм         | 12              | 34           | Те же участники турнира.                    | [ 43 ] [ 44 ] |
| 2019             | Вашингтон Мистикс        | 26–8 (76,5)      | 2019     | —[h]              | —[h]                     | 2019   | Вашингтон Мистикс   | 12              | 34           | Те же участники турнира.                    | [ 45 ] [ 46 ] |
| 2020             | Лас-Вегас Эйсес          | 18–4 (81,8)      | 2020     | —[h]              | —[h]                     | 2020   | Сиэтл Шторм         | 12              | 22           | Те же участники турнира.                    | [ 47 ] [ 48 ] |
| 2021             | Коннектикут Сан          | 26–6 (81,3)      | 2021     | Чикаго Скай       | Финикс Меркури           | 2021   | Чикаго Скай         | 12              | 32           | Те же участники турнира.                    | [ 49 ] [ 50 ] |
| 2022             | Лас-Вегас Эйсес          | 26–10 (72,2)     | 2022     | Чикаго Скай       | Лас-Вегас Эйсес          | 2022   | Лас-Вегас Эйсес     | 12              | 36           | Те же участники турнира.                    | [ 51 ] [ 52 ] |
| 2023             | Лас-Вегас Эйсес          | 34–6 (85,0)      | 2023     | Нью-Йорк Либерти  | Лас-Вегас Эйсес          | 2023   | Лас-Вегас Эйсес     | 12              | 40           | Те же участники турнира.                    | [ 53 ] [ 54 ] |
| 2024             | Нью-Йорк Либерти         | 32–8 (80,0)      | 2024     | Нью-Йорк Либерти  | Миннесота Линкс          | 2024   | Нью-Йорк Либерти    | 12              | 40           | Те же участники турнира.                    | [ 55 ] [ 56 ] |

## Комментарии
- a  Каждый год связан со статьёй о сезоне женской НБА.
- b  Каждый год связан со статьёй о плей-офф женской НБА в этом году.
- c  Каждый год связан со статьёй о финале женской НБА в этом году.
- d  Число команд, которые приняли участие в данном сезоне.
- e  Число игр, сыгранных каждой командой в регулярном сезоне.
- f  Изменения в количестве команд происходили до начала сезона.
- g  В этом сезоне не было чемпионов Восточной и Западной конференций, так как в плей-офф вышли четыре сильнейшие команды ассоциации.
- h  В этих сезонах не было чемпионов Восточной и Западной конференций, так как был изменён формат плей-офф, в который также вышли по четыре сильнейшие команды из каждой конференции, однако две лучшие, обе из Западной конференции, напрямую прошли в полуфинал, а остальные шесть разыграли между собой ещё две путёвки. В полуфинале лидеры регулярного сезона легко переиграли своих соперников, поэтому в финале встретились клубы из одной конференции.